# Manolet
Vicente López Barberá conocido como Manolet (Alicante, provincia de Alicante, España, 13 de marzo de 1936-20 de febrero de 2017) fue un futbolista y un entrenador español. Jugó en los inicios de su carrera como interior y extremo y posteriormente como medio y defensa central. Jugó en Primera División de España con el Granada Club de Fútbol y con el Real Oviedo.

## Trayectoria
Manolet creció en el seno de una familia ligada al fútbol, en la que sus dos hermanos Manolet y Tomás también fueron futbolistas. Cuando empezó a destacar como jugador se le fue llamando Manolet ya que era el nombre con el que se conocía a su hermano mayor que era más conocido. Se inició en la temporada 1953/54 en el equipo juvenil del Alicante Club de Fútbol. En esa misma temporada fue convocado por la selección murciana juvenil (federación a la que pertenecía Alicante), y debutó con el primer equipo el 28 de marzo de 1954 en el Campo de La Viña en el encuentro entre el Alicante y el Yeclano, que finalizó con victoria alicantinista por 6-1 con 4 goles del debutante Manolet. En la temporada 1955/56 en plena promoción de ascenso a Segunda División con el Alicante, fichó por el Real Murcia que militaba en Primera División. En el Real Murcia estuvo 5 temporadas jugando a gran nivel, posteriormente jugó 4 temporadas en el Granada con el que jugó en Primera División en la 1960/61. Su siguiente destino fue el Real Oviedo, donde jugó 4 temporadas una de ellas también en Primera División. En la campaña 1968/69 regresó a su ciudad para jugar en el Hércules que pasaba horas bajas en Tercera División, el equipo quedó campeón de su grupo pero no logró el ascenso a Segunda División. El club herculano sufrió una temporada agitada a nivel institucional y utilizó 4 entrenadores diferentes a lo largo de la temporada, uno de ellos fue Manolet. La temporada la comenzó Álvaro Pérez, posteriormente se hizo cargo Luis Ortega, después Manolet cogió el equipo interinamente y terminó la temporada Manero. En la temporada 1969/70 cambió de aires y fichó por el Benidorm donde se retiró como futbolista al término de la temporada. Tras su etapa como futbolista tuvo un periplo corto como entrenador en equipos de regional y Tercera División, como Santa Pola (1970-72), Benidorm, Campello y Hércules Atlético.

## Clubes
| Club              | País   | Año       |
| ----------------- | ------ | --------- |
| Alicante C. F.    | España | 1953-1954 |
| Alicante C. F.    | España | 1954-1955 |
| Alicante C. F.    | España | 1955-1956 |
| Real Murcia C. F. | España | 1955-1956 |
| Real Murcia C. F. | España | 1956-1957 |
| Real Murcia C. F. | España | 1957-1958 |
| Real Murcia C. F. | España | 1958-1959 |
| Real Murcia C. F. | España | 1959-1960 |
| Granada C. F.     | España | 1960-1961 |
| Granada C. F.     | España | 1961-1962 |
| Granada C. F.     | España | 1962-1963 |
| Granada C. F.     | España | 1963-1964 |
| Real Oviedo       | España | 1964-1965 |
| Real Oviedo       | España | 1965-1966 |
| Real Oviedo       | España | 1966-1967 |
| Real Oviedo       | España | 1967-1968 |
| Hércules C. F.    | España | 1968-1969 |
| Benidorm C. D.    | España | 1969-1970 |